# Konversation
Konversation è un client Internet Relay Chat per l'ambiente desktop KDE (K Desktop Environment).
Esso è attualmente nel modulo Extragear di KDE, ed ha quindi un ciclo di release indipendente da KDE. È un software libero, distribuito sotto la licenza GPL.

## Caratteristiche
Konversation include alcune caratteristiche:
- integrazione di Konsole (usando la tecnologia KPart)
- integrazione con KAddressBook
- supporto IPv6
- UTF-8
- supporto multiserver
- SSL